# آکریواستین
آکریواستین (انگلیسی: Acrivastine) دارویی است که برای درمان آلرژی و تب یونجه به کار می‌رود. این دارو یک آنتی هیستامین آنتاگونیست گیرنده H1 نسل دوم است (مانند مولکول پایه آن تریپرولیدین) و با مسدود کردن گیرنده‌های هیستامین H1 عمل می‌کند.